# Janiralata rhacuraeformis
Janiralata rhacuraeformis är en kräftdjursart som beskrevs av Yakov Avadievich Birstein1963. Janiralata rhacuraeformis ingår i släktet Janiralata och familjen Janiridae. Inga underarter finns listade i Catalogue of Life.